# 落款

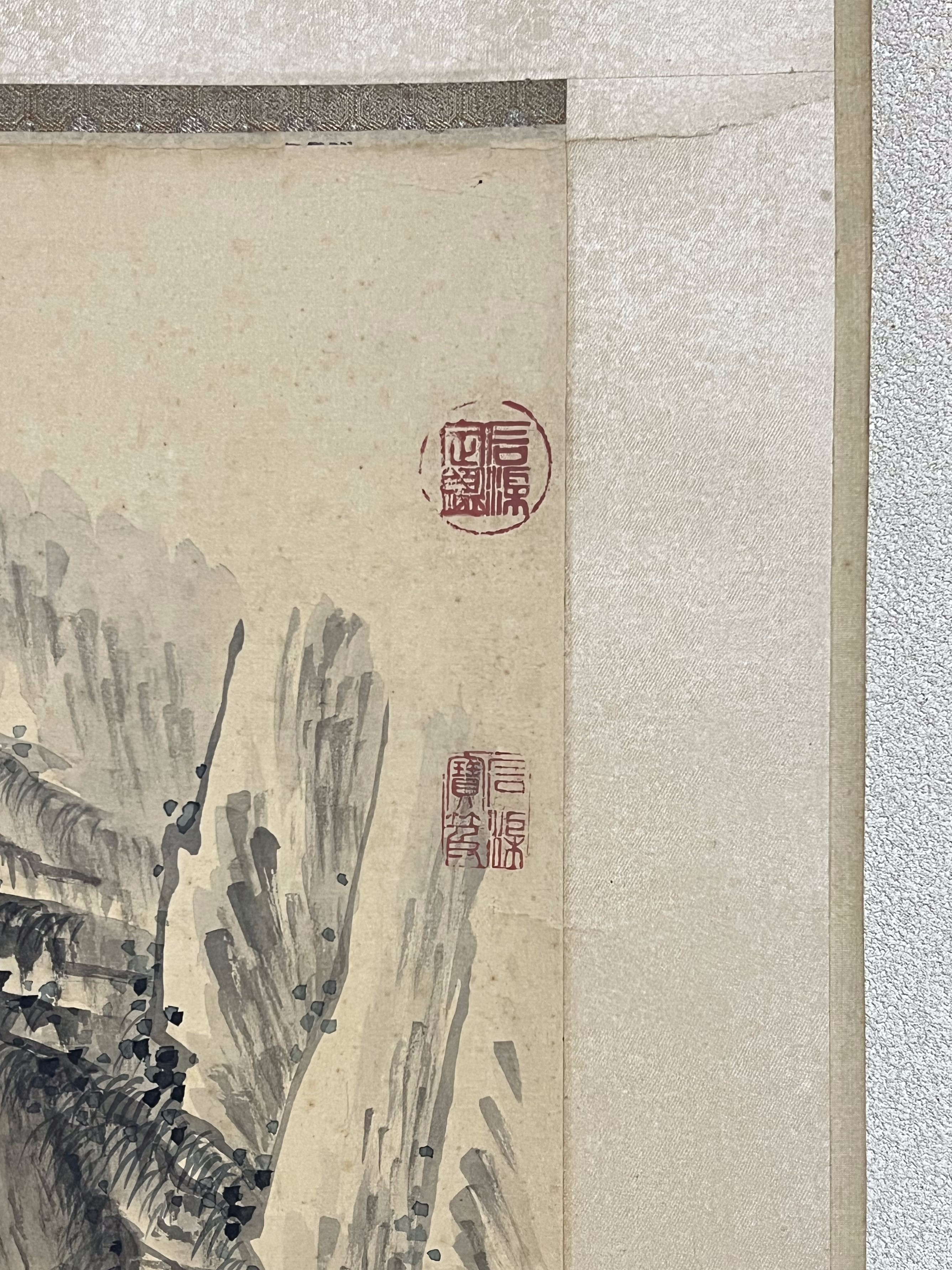
掛軸の落款印

落款（らっかん）とは、落成款識（らくせいかんし）の略語で、書画を作成した際に製作時や記名、識語（揮毫の場所、状況、動機など）、詩文などを書き付けたもの、またその行為を言う。その文を款記といい、その時捺す印章を落款印と言う。慣習上、署名として押捺された印影、または署名に代えて押捺した印影をさすことも多い。署名用の印そのものを落款と称することもある。

## 概略
『芥子園画伝』によると、本来画工は無款か絵に目立たないように記したが、元末の倪瓚あたりから長文の款記が見られるようになり、画に賛を盛んに寄せるようになると、そこに書と画の調和美が意識されるようになったという。日本でも中国の影響で行われるようになり、『古今著聞集』には平安時代中期の画人・巨勢公忠が自作の屏風に必ず署名したという逸話が記されている。しかし、実際の作品を見ると鎌倉時代以降に一般化したと見られ、これを作家の地位向上と独立を示す現象とみることも出来る。
実際に落款を署するときは、画面で感じの弱いところに記入して全面を引き締めるという効果をねらうこともあり、落款の位置は一定の規則はない。ただし、対幅や一双の屏風では、2つ並べた際の画面両端の下方にそれぞれ記されるのが通例である。時代が下ると、反対に明快な表現効果を狙って、形式的な款記をせず、印章のみの落款もしばしば見られる。通例、落款は書号・画号を署するが、実名を署することもあり、号および名を併記することもある。更に位階、職名、年齢、身分を上にかぶせることもあり、季節、年号、干支を添える作例も散見される。某に依頼されたという趣旨を示すために、「○○君請嘱」あるいは「雅嘱」などと記す。先人の図意にならって描く場合は、「倣○○」などと付記する。署名という性質上、書体は謹直な楷書で記されることが多いが、行書や草書の例もある。筆者の加齢と共に書き慣れて、文字が崩れてくる傾向にあり、作品展開を考える手掛かりとなりうる。

## 研究・鑑定材料として
こうした情報は、その作家を研究する上で欠かすことの出来ない基本的な情報であり、真贋鑑定でも参考にされる。しかし、印章のみあるいは款記のみの作品に、所有者の求めで後から作家自身が款記や印章を記し直す場合もあり、落款や印章のみで判断するのは危険である。また、印章は現在まで残っている例が少なくなく、もしこれが悪意ある第三者の手に渡り、ある程度以上の質の作品に正規の印章が押されてしまうと、作品自体は偽物だが印章は本物という、鑑定が極めて難しい贋作が出来上がってしまう。これはたんなる想像ではなく、池大雅の印章には全てバツ印が付けられているのは、このような事態を防ぐためだと考えられる。